# Hidroeléctrica de Tuxpango
La Hidroeléctrica de Tuxpango se terminó de construir en 1905 para generar energía eléctrica. Se ubica a 5 km de la ciudad de Orizaba, Veracruz (México), en el municipio de Ixtaczoquitlán, próxima al Parque Nacional Cañón del Río Blanco.
Sus coordenadas geográficas extremas son: 18° 51' 06'' y 18° 50' 25'' de latitud norte y 97° 32' y 97° 48' de longitud oeste. Presenta un volumen de 500 000 m³ con una superficie de 300 ha. Con un gasto que varía de 2 m³/s a 7 m³/s. Se estima que esta azolvada en un 25%.